# Gian Attilio Dalla Bona
Gian Attilio Dalla Bona, nome di battaglia "dottor Gian" (Sant'Anna d'Alfaedo, 25 marzo 1918 – Recoaro, 23 febbraio 1945), è stato un medico, partigiano e antifascista italiano, medaglia d'oro al valor militare alla memoria.

## Biografia
Subito dopo aver conseguito la laurea in medicina, Dalla Bona aveva frequentato un corso per allievi ufficiali medici ed era stato quindi mobilitato come sottotenente. L'Armistizio di Cassibile lo colse a Verona, mentre era in licenza, ed egli continuò a curare feriti e malati nell'ospedale di piazzetta Santo Spirito.
Dopo qualche mese, nella primavera del 1944, decise di entrare a far parte della Resistenza; così quello che sarebbe poi stato conosciuto come il "dottor Gian" raggiunse le zone operative della brigata partigiana Pasubio, aggregandosi alla banda di Giuseppe Marozin, alias "Vero". Il "dottor Gian" si spostava da una località all'altra, allestendo nelle caverne della zona basi di soccorso e d'assistenza sanitaria.
Per mesi curò partigiani e semplici valligiani e quando, nel settembre del 1944, la formazione di Marozin fu annientata, Gian Attilio Dalla Bona riuscì a raggiungere una delle divisioni "Ateo Garemi", una divisione garibaldina della Resistenza vicentina operante nelle valli dell'alto Vicentino. Nel rigido inverno del 1944 il "dottor Gian" assistette i patrioti che avevano bisogno delle sue cure, diventò il "medico di famiglia" dei valligiani, senza sottrarsi a qualche combattimento, come quelli di Durlo e di Vestenanova, rimanendo anche ferito. Ma continuò soprattutto nella sua opera umanitaria.
Il 21 febbraio del 1945, mentre era in corso un massiccio rastrellamento, Dalla Bona venne a sapere che in una malga, trasformata qualche tempo prima dai partigiani in fragile fortino, vi erano da assistere un contadino semiparalizzato e un bambino malato. Lui li raggiunse e li curò; poi tornato indietro perché, lungo la strada aveva sentito dei lamenti, aiutato da alcuni mandriani, recuperò due partigiani e due brigatisti neri, rimasti feriti negli scontri del mattino, trasportandoli nella malga. Mentre li stava curando irruppero i rastrellatori, che picchiarono il medico e lo trasportarono nel carcere di Recoaro. Il prigioniero venne interrogato per ventisei ore consecutive, ma nonostante le torture non disse nulla che potesse danneggiare i suoi compagni della "Garemi". Lo prese così in consegna il brigatista nero Giovanni Visonà (poi giustiziato dopo la Liberazione), accompagnato da due ragazzini, assoldati nella Brigata nera di Valdagno per 50 lire il giorno. Il 23 febbraio i tre caricarono su un'auto il "dottor Gian", lo trasportarono nella valletta denominata Facchini di sinistra e lo trucidarono a raffiche di mitra.
A Dalla Bona è stato intitolato l'ospedale militare di Verona.